# CA General Paz Juniors
Club Atlético General Paz Juniors – argentyński klub piłkarski z siedzibą w mieście Córdoba, leżącym w prowincji Córdoba.

## Osiągnięcia
- Mistrz trzeciej ligi Torneo Argentino A: 1999/2000
- Mistrz ligi prowincjonalnej Liga Cordobesa de Fútbol (7): 1943, 1964, 1989, 1991, 1997, 2003 Anual, 2004 Apertura

## Historia
Klub założony został 27 kwietnia 1914 roku i gra obecnie w czwartej lidze argentyńskiej Torneo Argentino B, do której spadł w sezonie 2005/06 z trzeciej ligi (Torneo Argentino A).

### Piłkarze
- Luis Antonio Amuchástegui
- Oscar Dertycia
- Albeiro Usuriaga